# Jazz-Beerdigung
Eine Jazz-Beerdigung (englisch: jazz funeral) ist ein musikalischer Bestattungsritus, der ursprünglich in New Orleans entstanden ist.

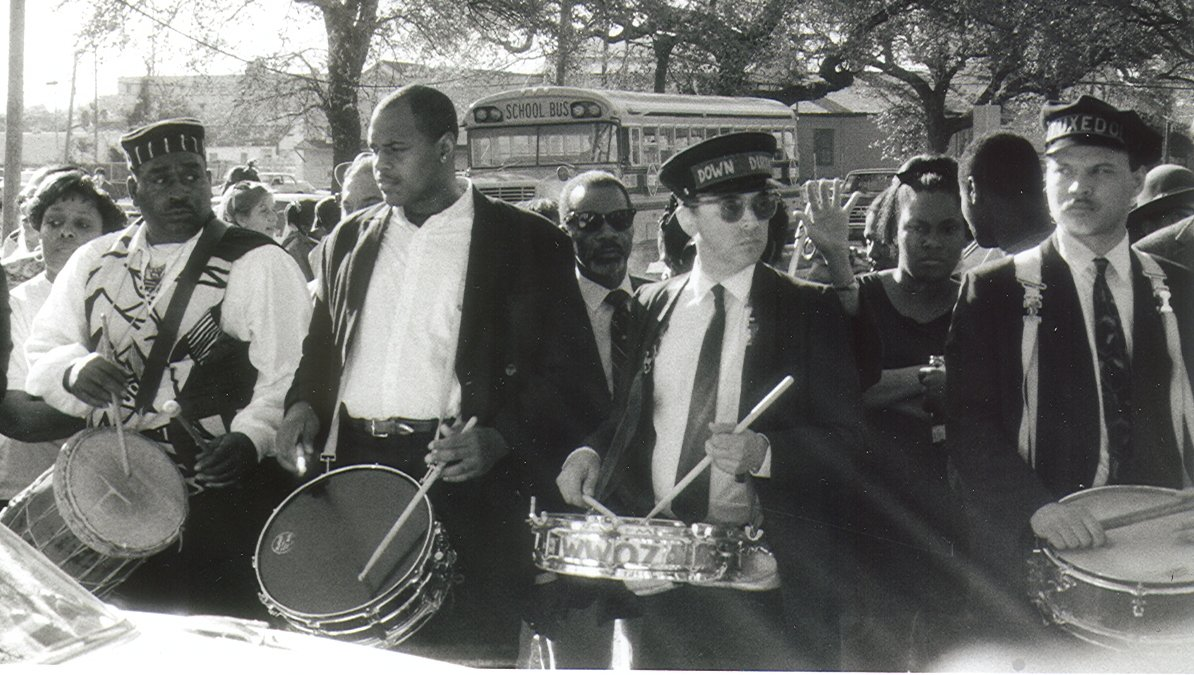
Trommler bei der Beerdigung der Jazz-Legende Danny Barker. Zu sehen sind Louis Cottrell (Urenkel des bekannten New Orleanser Schlagzeugers Louis Cottrell Sr. und Enkel des Klarinettisten Louis Cottrell Jr.) von der Young Tuxedo Brass Band, rechts außen; Louis „Bicycle Lewie“ Lederman von der Down & Dirty Brass Band, zweiter von rechts.

Der Begriff „Jazzbegräbnis“ wurde lange Zeit von Beobachtern aus anderen Ländern verwendet, wurde aber von den meisten Musikern und Vertretern der Tradition in New Orleans als unangemessen abgelehnt. Die bevorzugte Beschreibung war „Beerdigung mit Musik“; Jazz war zwar Teil der gespielten Musik, stand aber nicht im Mittelpunkt der Zeremonie. Diese Abneigung gegen den Begriff schwand in den letzten 15 Jahren des 20. Jahrhunderts bei der jüngeren Generation von New Orleans Brass Band-Musikern, die eher mit dem vom Funk beeinflussten Stil der Post-Dirty Dozen Brass Band und der Soul Rebels Brass Band vertraut waren als mit dem älteren traditionellen New Orleans Jazz.
In dieser Tradition sind starke europäische und afrikanische kulturelle Einflüsse vereint. Die koloniale Vergangenheit Louisianas brachte eine Tradition von Blaskapellen im militärischen Stil mit sich, die zu vielen Anlässen eingesetzt wurden, darunter auch bei Begräbnisumzügen. Dies wurde mit afrikanischen spirituellen Praktiken kombiniert, insbesondere mit dem Yoruba-Stamm in Nigeria und anderen Regionen Westafrikas. Jazz-Beerdigungen sind auch stark von den protestantischen und katholischen Kirchen des frühen 20. Jahrhunderts, schwarzen Blaskapellen und der Idee beeinflusst, nach dem Tod zu feiern, um die Geister zu erfreuen, die die Toten beschützen.
Eine weitere Gruppierung, die Jazz-Beerdigungen beeinflusst hat, sind die Mardi Gras Indians.
Zu Beginn des 20. Jahrhunderts verbreitete sich der Brauch der Jazz-Beerdigung über die ethnischen Grenzen New Orleans hinweg.  Als die Brassband-Musik in den Jahren vor dem Ersten Weltkrieg wilder wurde, betrachteten einige „Weiße“ aus New Orleans die Musik als respektlos. Das führte dazu, dass solche musikalischen Beerdigungen bei europäisch-stämmigen Einwohnern selten wurden. Bis zur Mitte des 20. Jahrhunderts missbilligte die Römisch-katholische Kirche offiziell weltliche Musik bei Beerdigungen. Deswegen wurde viele Generationen lang die Tradition fast ausschließlich von afroamerikanischen Protestanten in New Orleans ausgeübt. Nach den 1960ern verbreiteten sich Jazz-Beerdigung langsam immer mehr über ethnische und religiöse Grenzen hinweg. Am häufigsten werden solche musikalischen Beerdigungen für Musiker, Personen aus der Musikindustrie, Angehörige von Geselligkeitsvereinen oder Faschingsumzugsmitgliedern ausgerichtet. Obwohl die meisten Jazzbegräbnisse für afroamerikanische Musiker abgehalten werden, gibt es einen neuen Trend, bei dem Jazzbegräbnisse für verstorbene junge Menschen abgehalten werden.
Die Organisatoren der Beerdigung sind für die Suche und Anstellung einer Band zuständig. Wenn ein respektabler Musiker oder bekanntes Mitglied der Gemeinde stirbt, spielen in der Regel zusätzliche Musiker während der Prozession, um ihre Wertschätzung zu zeigen.

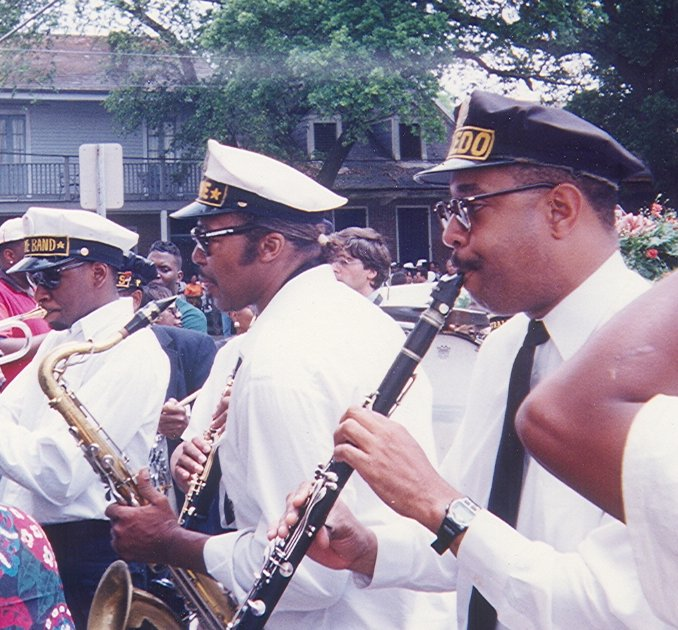
Musiker spielen bei einer Beerdigung vor der Saint Augustine Church in Tremé; Dr. Michael White im Vordergrund.

Eine typische Jazz-Beerdigung beginnt mit dem Trauerzug der Familie, Freunden und einer Brassband vom Haus des Verstorbenen, dem Bestattungsinstitut oder der Kirche zum Friedhof. Während der gesamten Prozession spielt die Band düstere Klagelieder und Choräle. Der Ton der Zeremonie ändert sich, wenn der Tote beerdigt wurde oder der Leichenwagen die Prozession verlassen hat und die Angehörigen sich zum letzten Mal vom Toten verabschiedet haben. Danach wird die Musik fröhlicher. Oft wird als erstes ein Choral oder ein spirituelles Stück in einer Swing-Version gespielt. Danach folgen bekannte rhythmische Melodien. Es gibt lärmende Musik und kathartische Tänze. Schaulustige schließen sich der Festgemeinschaft an, um das Leben des Verstorbenen zu feiern. Diejenigen, die nur der Band folgen, um die Musik zu genießen, gehören zur sogenannten „Second Line“ und ihre Art zu tanzen, bei der sie mitmarschieren und manchmal einen Sonnenschirm oder Taschentuch in der Luft schwenken, wird als „second lining“ bezeichnet.
Einige typische Musikstücke, die häufig bei Jazzbeerdigungen gespielt werden, sind das langsame und schwermütige Lied Nearer My God to Thee und Spirituals wie Just a Closer Walk With Thee. Zu den späteren, schwungvolleren Stücken gehören häufig When the Saints Go Marching In und den Ragtime-Song Didn't He Ramble. Ein weiteres Lied, das manchmal während des fröhlicheren Teils erklingt, ist der New Second Line-Marsch, der während der Jazz-Beerdigung im James-Bond-Film Leben und sterben lassen (1973) gespielt wurde.
Einige jüngere Funk und Hip-Hop orientierte Brassbands spielen häufig fast gar keine Klagelieder und Choräle mehr oder nur noch den traditionellen Song Just a Closer Walk with Thee.

## Bekannte Personen, die eine Jazz-Beerdigung erhalten haben
- Ed Bradley
- Paul Barbarin
- Danny Barker
- Pud Brown
- Papa Celestin
- Ernie K-Doe
- Snooks Eaglin
- Jim Henson
- Phil Harris
- Helen Hill
- Professor Longhair
- Mantovani
- Alphonse Picou
- Ike Turner
- Soulja Slim
- Ben Tucker
- „Uncle“ Lionel Batiste
- Tom Benson